# Germans Tomillo
Rebeca Tomillo Pérez (Alacant, 10 de setembre de 1971), Llicenciada en Belles Arts per la UPV i Carlos Tomillo Pérez (Alacant, 20 de juliol de 1973), Enginyer Tècnic en Informàtica de Gestió per la mateixa universitat, coneguts com a germans Tomillo, han desenvolupat des de 2008 una carrera artística amb prop de 30 Falles i Fogueres durant més d'una dècada.
Atrets des de ben menuts pel món de l'art efímer, visiten any rere any les demarcacions dibuixant i creant maquetes de les obres que contemplaven i realitzant esbossos i models propis. Reconeixen que les Fogueres de Pedro Soriano als anys 1980 suposen una gran motivació i en eixe moment somien en la possibilitat de dedicar-se a la realització d'art efímer satíric. Més endavant coneixen a Vicent Almela, artista que els dona a conèixer més en detall el procés de creació d'aquestes obres.
En esta època també presenten propostes al concurs de maquetes experimentals. S'introdueixen al món de la realització de Fogueres en 2007 amb José Luis Sanchis Quilis formant el “Col·lectiu A que te plante”, però la seua trajectòria com a Germans Tomillo comença en 2008 amb el seu debut a les Falles infantils de València per la comissió Ferran El Catòlic-Àngel Guimerà plantant “I tu… a què li tens por?”. La seua primera Foguera infantil arribarà uns mesos després per al districte Benito Pérez Galdós amb el lema “Anem de titelles”.
Dins de la seua obra fallera cal destacar les col·laboracions amb Vicent Almela. En 2016 la primera d'elles es dona a Garcia Morato-Yecla amb “Jo volia pintar el futur”, obra que compartia temàtica i connectava amb la Falla gran plantada pel veterà artista. En 2017 planten conjuntament a Blocs-Platja “Darrere de la porta”, falla infantil que mostra les interioritats d'un taller faller.
A la ciutat d'Alacant els seus treballs han estat presents també als districtes de Carolines Baixes i Alacant Golf.
Defineixen el seu estil com net, sense filigranes, de colors càlids i molt cridaneres. La seua afició pel còmic, i en el cas de Rebeca pel manga i per l'anime japonés, es veu reflectida als seus ninots de formes redones i línies properes a l'art de les historietes. Les seues Falles i Fogueres, a més d'un carácter didàctic evident, compten amb un punt bandarra que aporta diversió i connecta amb l'espectador infantil i adolescent. A més en alguns casos tenen referències a grans obres de l'art foguerer, que ensenyen sobre la història de la festa gran alacantina.
Fora de les Falles i Fogueres, Rebeca ha realitzat treballs de disseny gràfic i de còmic. En 2004 guanya el concurs del cartell anunciador de les Fogueres de Sant Joan. Carlos ha col·laborat en publicacions festives aportant els seus extensos coneixements històrics en la festa de les Fogueres.